# Laurie Scott
Lawrence "Laurie" Scott (23 d'abril de 1917 - 18 de juliol de 1999) fou un futbolista anglès de la dècada de 1940.
Fou internacional amb la selecció d'Anglaterra amb la qual participà en la Copa del Món de futbol de 1950. Començà al Bradford City, passant més tard a l'Arsenal FC, on jugà la major part de la seva carrera, i al Crystal Palace FC.

## Palmarès
Arsenal FC
- First Division: 1947-48
- FA Cup: 1950